# Pártos Gyula (építész)
Pártos Gyula, születési nevén Puntzman Gyula (Apatin, 1845. augusztus 17. – Budapest, 1916. december 22.) építész, Lechner Ödön mellett a magyar stílusú szecesszió úttörője. Pártos Béla közíró, ügyvéd, országgyűlési képviselő testvére, Vittorina Bartolucci opera-énekesnő férje, Radnai Miklós zeneszerző, operaigazgató apósa.

## Életpályája
Kezdetben Szkalnitzky Antalnál tanult. Hauszmann Alajos és Lechner Ödön évfolyamtársaként 1870-ben Berlinben szerzett építészi oklevelet. Ezután Pesten társult Lechner Ödönnel, akivel több évtizedes szoros kapcsolata Lechner külföldi útjai után is helyreállt. Közös irodájukban a szervezői feladatokat Pártos látta el, míg a pályázatok és megvalósult művek Lechner művészetét tükrözik. Néhány korai önálló tervén kívül (kiskunfélegyházi Szent István-templom, 1873-1877, ugyanitt Kalmár-kápolna, 1875-1876, kecskeméti református bazár, 1877) az 1880-as évektől részt vett Lechner csaknem valamennyi megvalósult tervének kivitelezésében. Pártos és Lechner társas viszonya csak az Magyar Iparművészeti Múzeum befejezése után, 1896-ban szűnt meg. Az 1900-as évek elejétől ismét önállóan tervezett Budapesten, Győrött, Cegléden, Pozsonyban. Ezek közül egyes tervek Lechner stílusát követték (mint a bajai takarékpénztár, a mai Türr István Múzeum épülete 1893-ban), míg mások a historizmushoz hajlottak.
Testét a Fiumei úti sírkertben helyezték nyugalomra (19/1-N/A-1-18).

## Ismert épületeinek listája

### Lechner Ödönnel közösen tervezett épületek
- 1871–1872: Bérház, Bajcsy-Zsilinszky u. 43.[4]
- 1881–1884: Városháza, Szeged[4]
- 1883: Milkó-palota, Szeged, Roosevelt tér 5. [5]
- 1883–1886: Drechsler-palota (más néven: MÁV nyugdíjintézet bérháza), Budapest, Andrássy út 25[4]
- 1887: Rudolf lovassági laktanya, Kecskemét[6]
- 1888–1890: Thonet-ház, Budapest, Váci utca 11/A[4]
- 1893: Szekszárd Szálló, Szekszárd, Garay tér 7.[7]
- 1893: Bajai takarékpénztár, ma: Türr István Múzeum épülete[8]
- 1893–1896: Iparművészeti Múzeum, Budapest, Üllői út 33–37.[4]
- 1893–1897: Városháza, Kecskemét, Kossuth tér 1.[4]

### Egyedül tervezett épületek
- 1873–1877: Szent István-templom, Kiskunfélegyháza, Szent István tér 3.[4]
- 1875–1876: Kalmár-kápolna,  Kiskunfélegyháza, Móra Ferenc tér 17.[9]
- 1877: Református templom bazárja, Kecskemét[4]
- 1882: megyeháza átalakítása, Zombor[10]
- 1896: Főgimnázium, Szekszárd[6]
- 1900–1901: Magyar Királyi Állami Mechanikai Órásipari Szakiskola, ma: Óbudai Egyetem Kandó Kálmán Villamosmérnöki Kar,[11] Budapest, Tavaszmező u. 15.[12]
- 1903: Posta- és Távírda-igazgatóság székháza, Pozsony[13]
- 1903: Ceglédi Főgimnázium, ma: Kossuth Gimnázium, Cegléd, Rákóczi út 46.[14]
- 1903–1905: Fekete Sas Szálló, Hódmezővásárhely, Kossuth tér 3.[15]
- 1905–1906: Magyar Gazdaasszonyok Országos Egyesülete Leányárvaháza és Nevelő intézete, ma: Szerb Antal Gimnázium, Budapest, Batthyány Ilona utca 12.[6]
- 1907: Olasz Köztársaság Nagykövetsége, Budapest, Stefánia út 95.[16]
- 1910–1911: Magyar Királyi Állami Nőipariskola, ma: Jelky András Iparművészeti Szakközépiskola, Budapest, Rákóczi tér 4-5.[17]
- 1910–1912: Tóth Kálmán utcai elemi iskola, ma: Budapest IX. Kerületi József Attila Általános Iskola és Alapfokú Művészeti Iskola, Budapest, Tóth Kálmán u. 35.[4][18]
- ?: Színházépület, Zombor[4]
- ?: Polgári iskola, Kassa, Moyzesova utca[19]

## Képtár

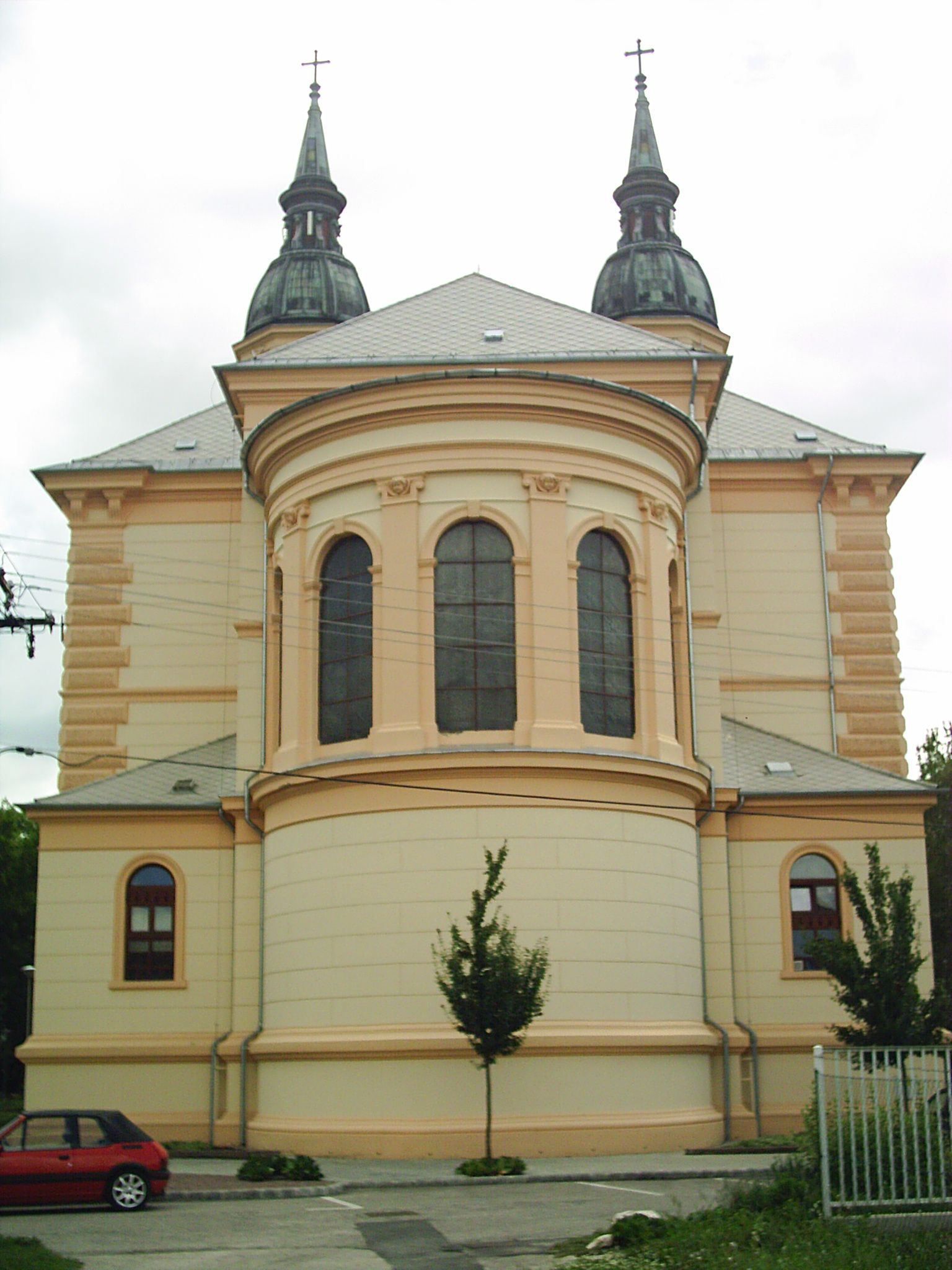
Szent István-templom, Kiskunfélegyháza
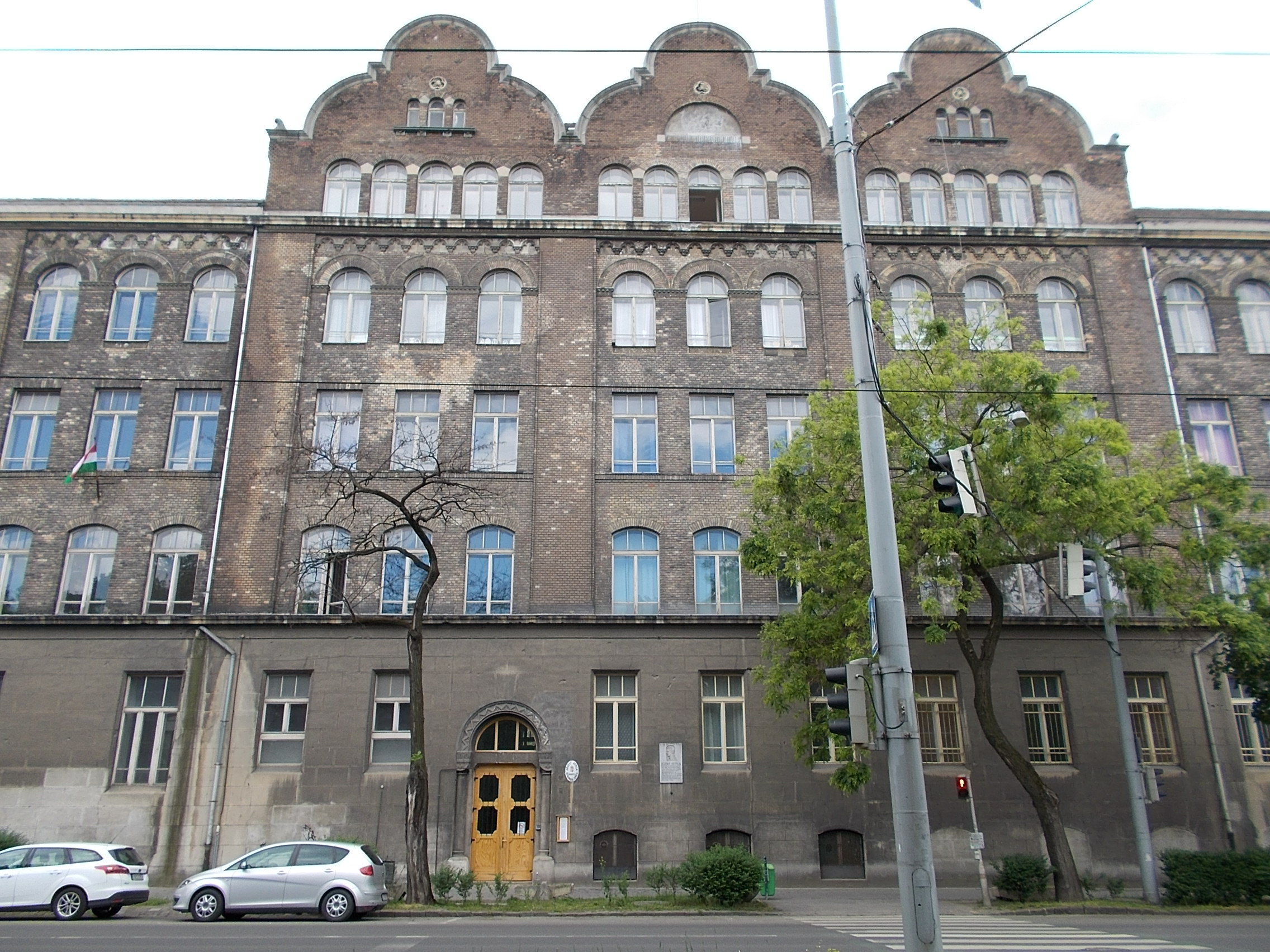
Tóth Kálmán utcai elemi iskola, Budapest
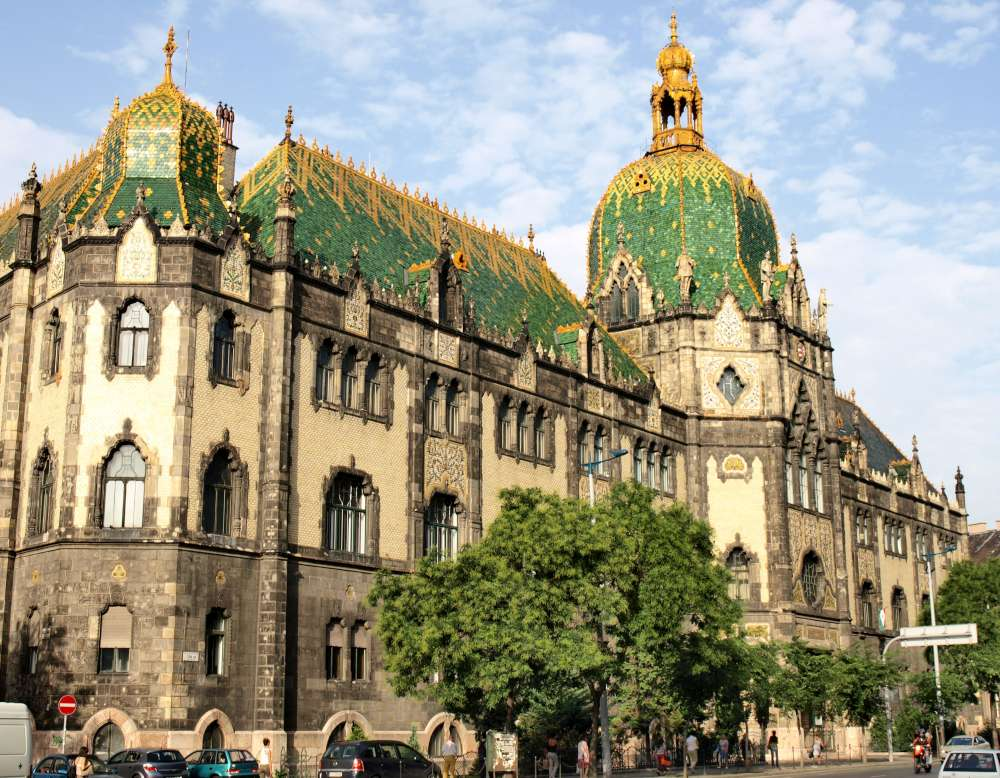
Iparművészeti Múzeum, Budapest
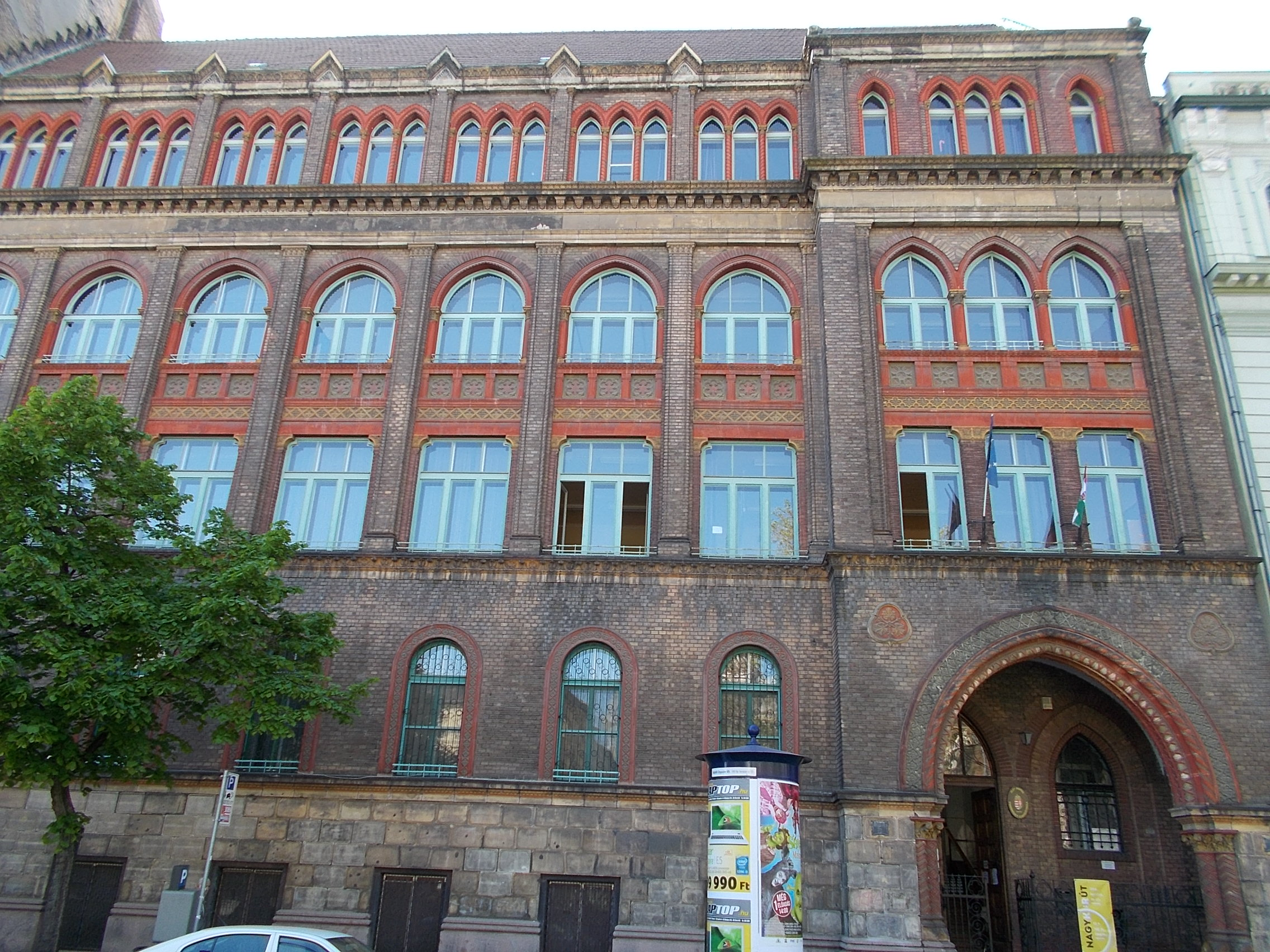
Magyar Királyi Állami Nőipariskola, Budapest
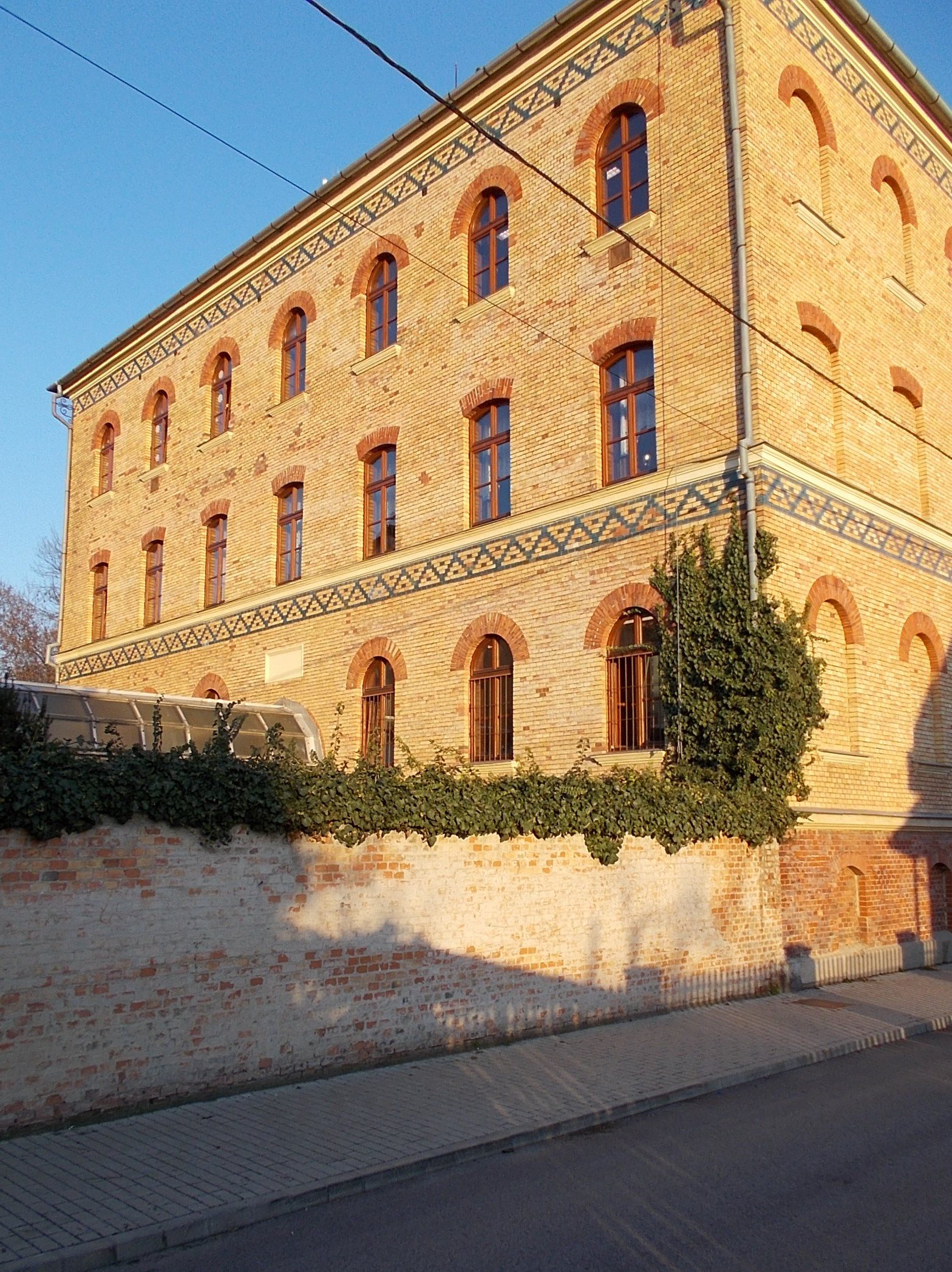
Magyar Gazdaasszonyok Országos Egyesülete Leányárvaháza és Nevelő intézete, Budapest
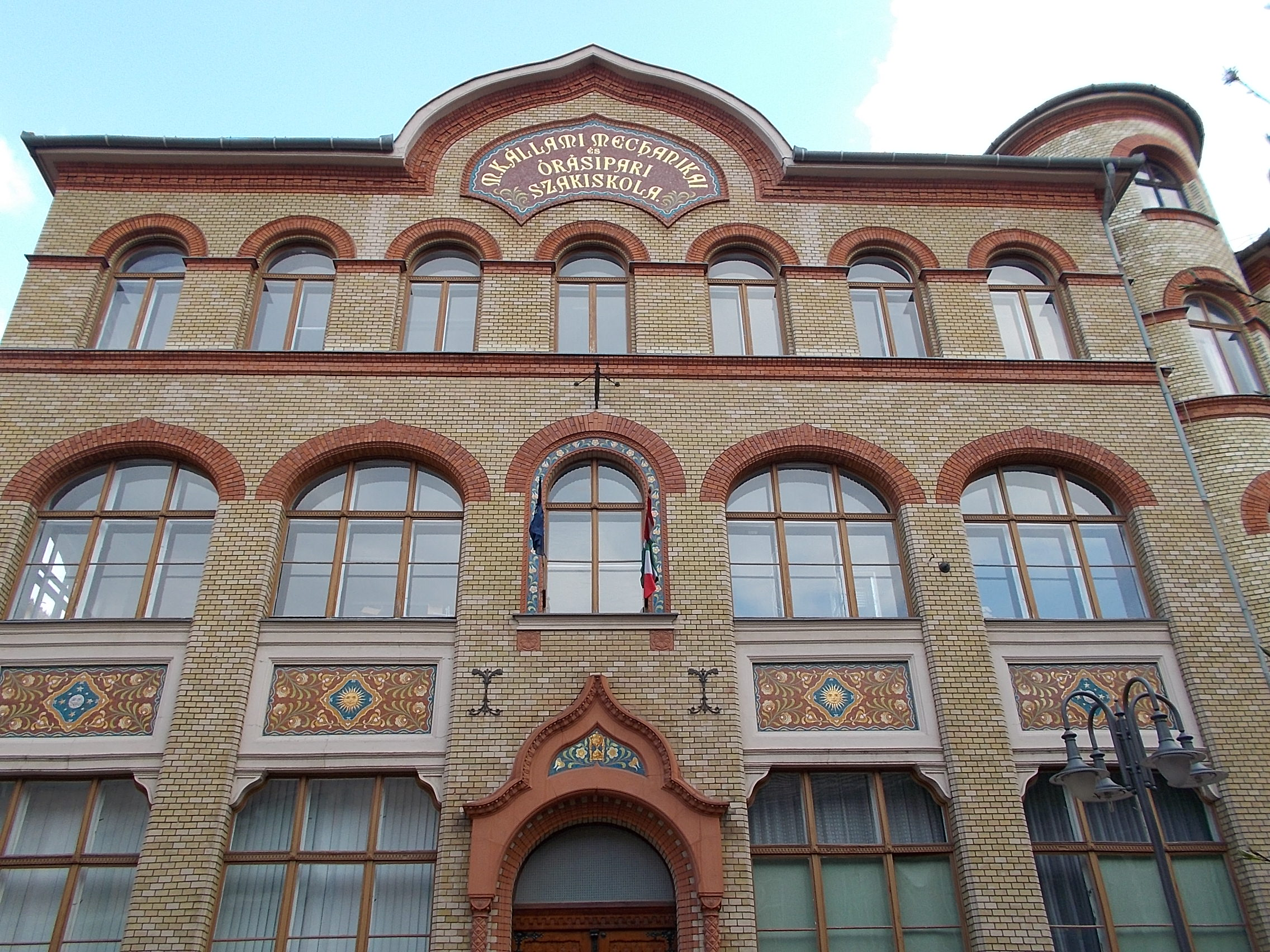
Magyar Királyi Állami Mechanikai Órásipari Szakiskola, Budapest
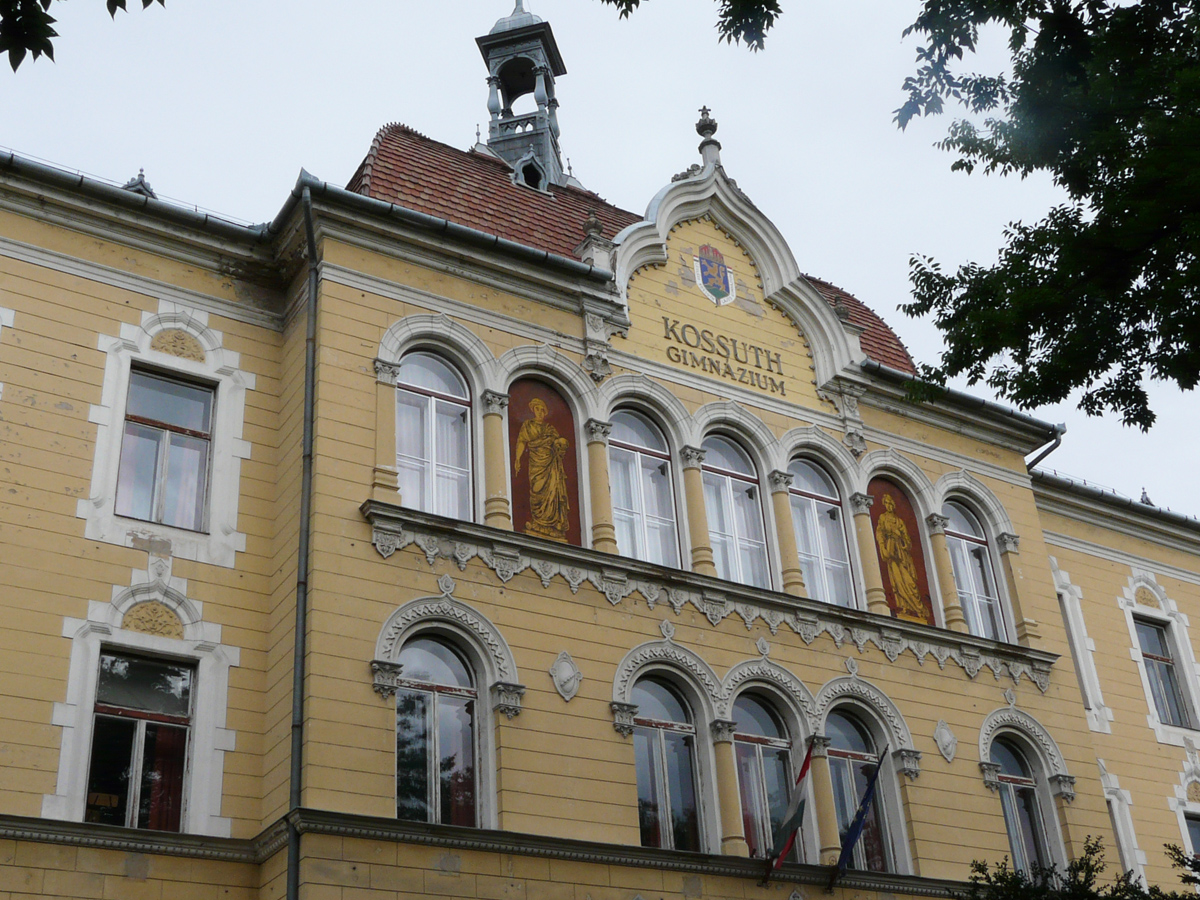
Főgimnázium, Cegléd
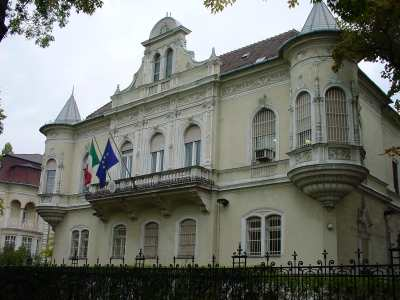
Olasz Köztársaság Nagykövetsége, Budapest
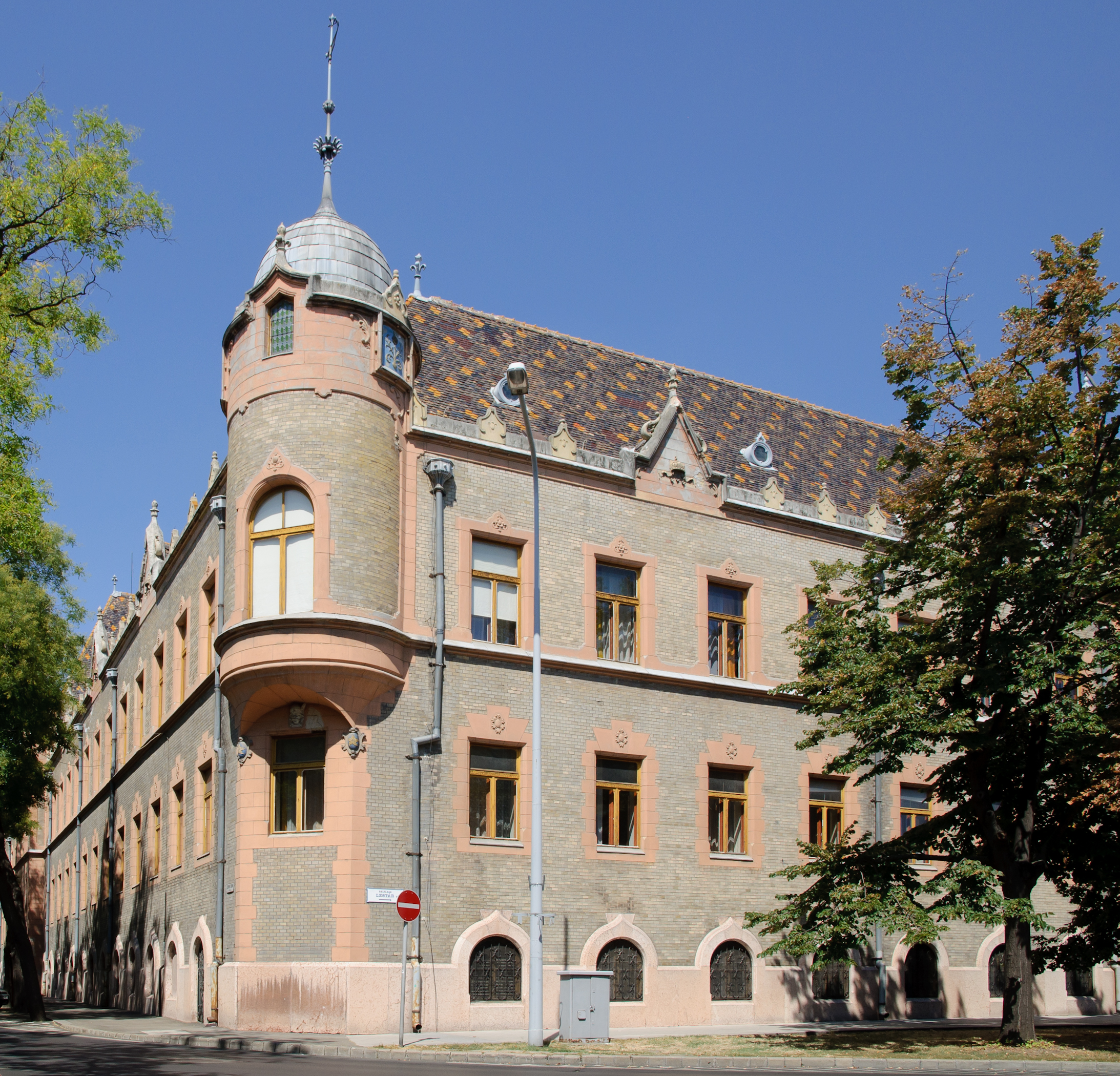
Városháza, Kecskemét
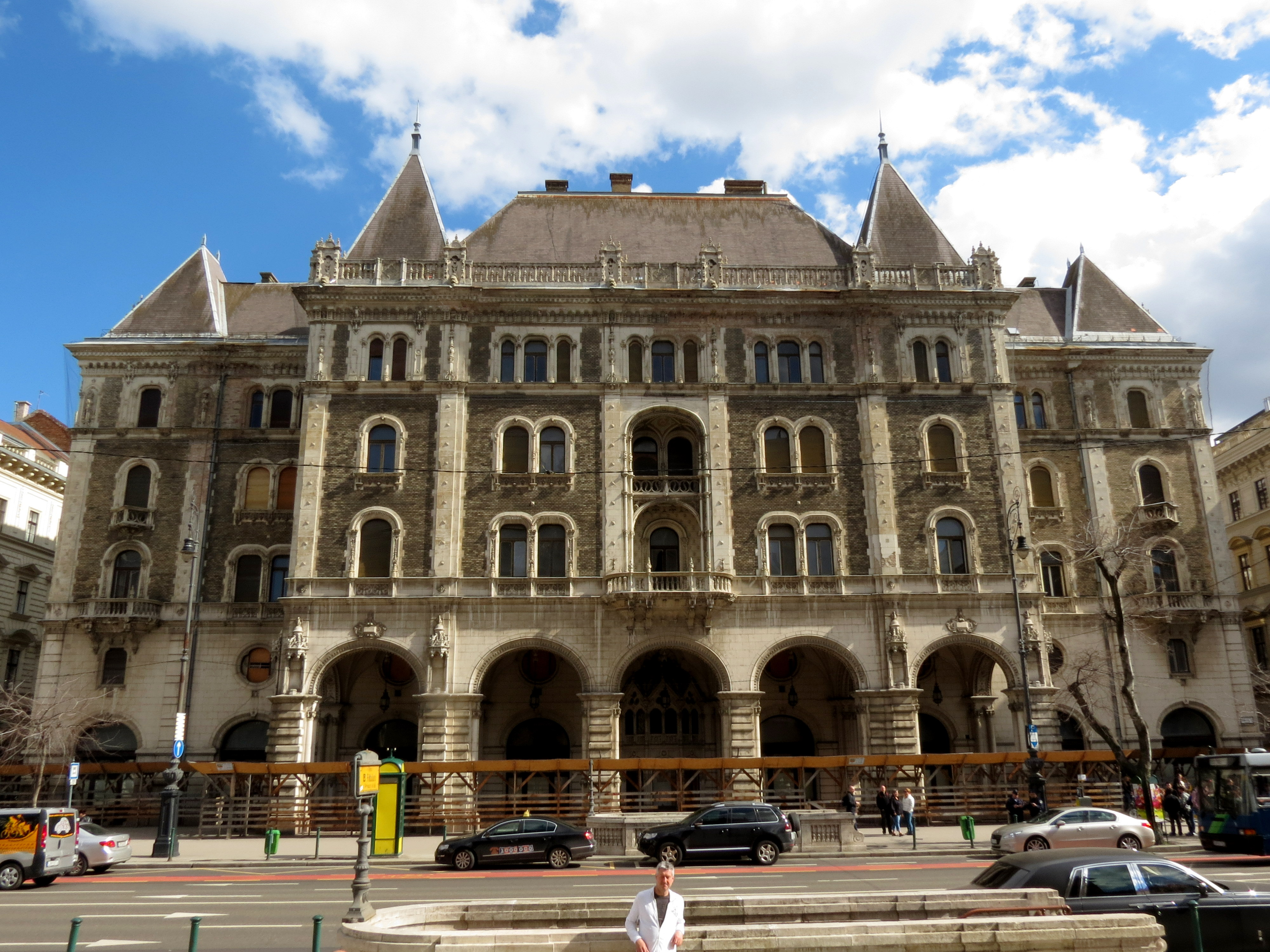
Drechsler-palota, Budapest
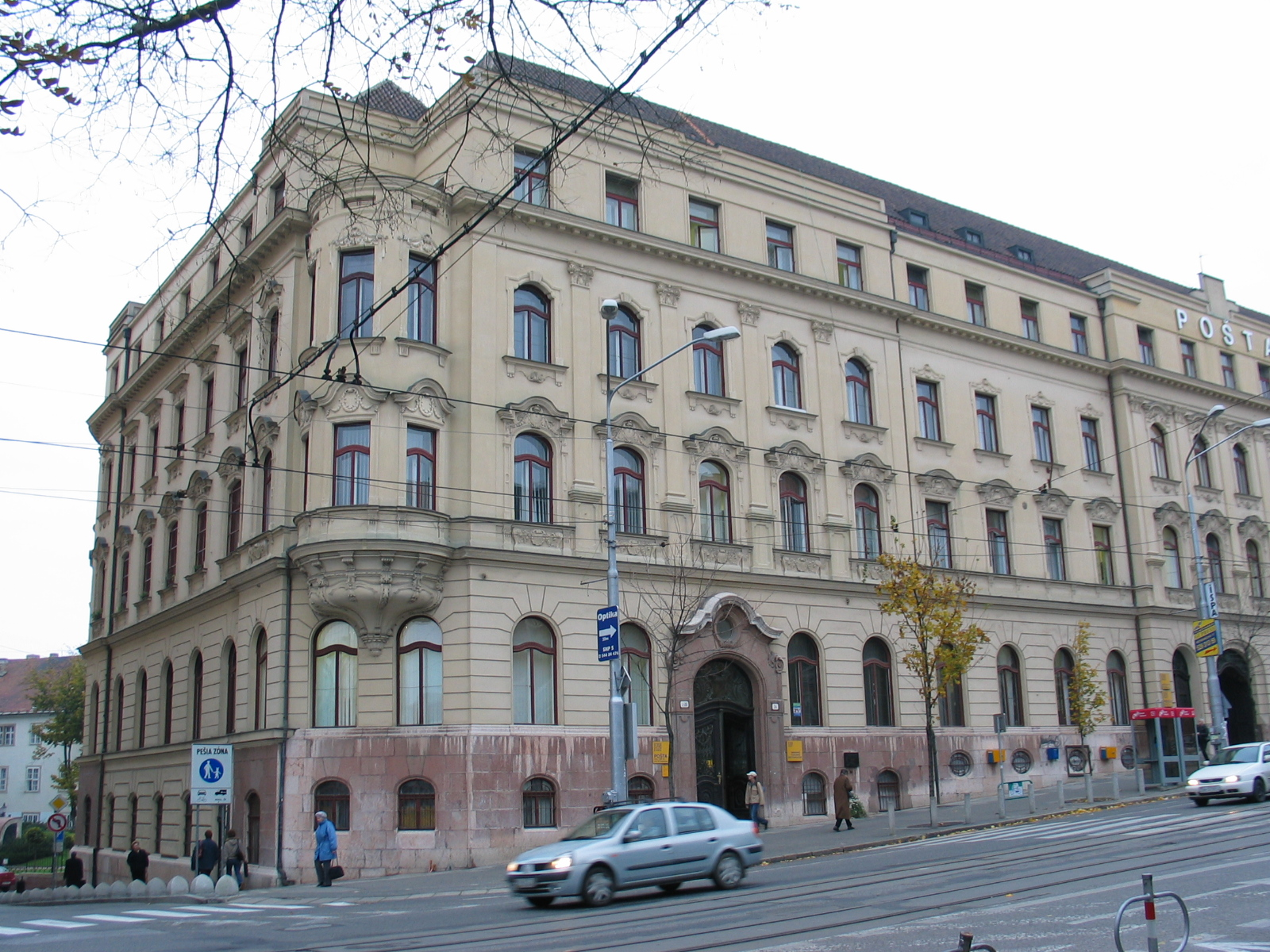
Posta- és Távírda-igazgatóság székháza, Pozsony
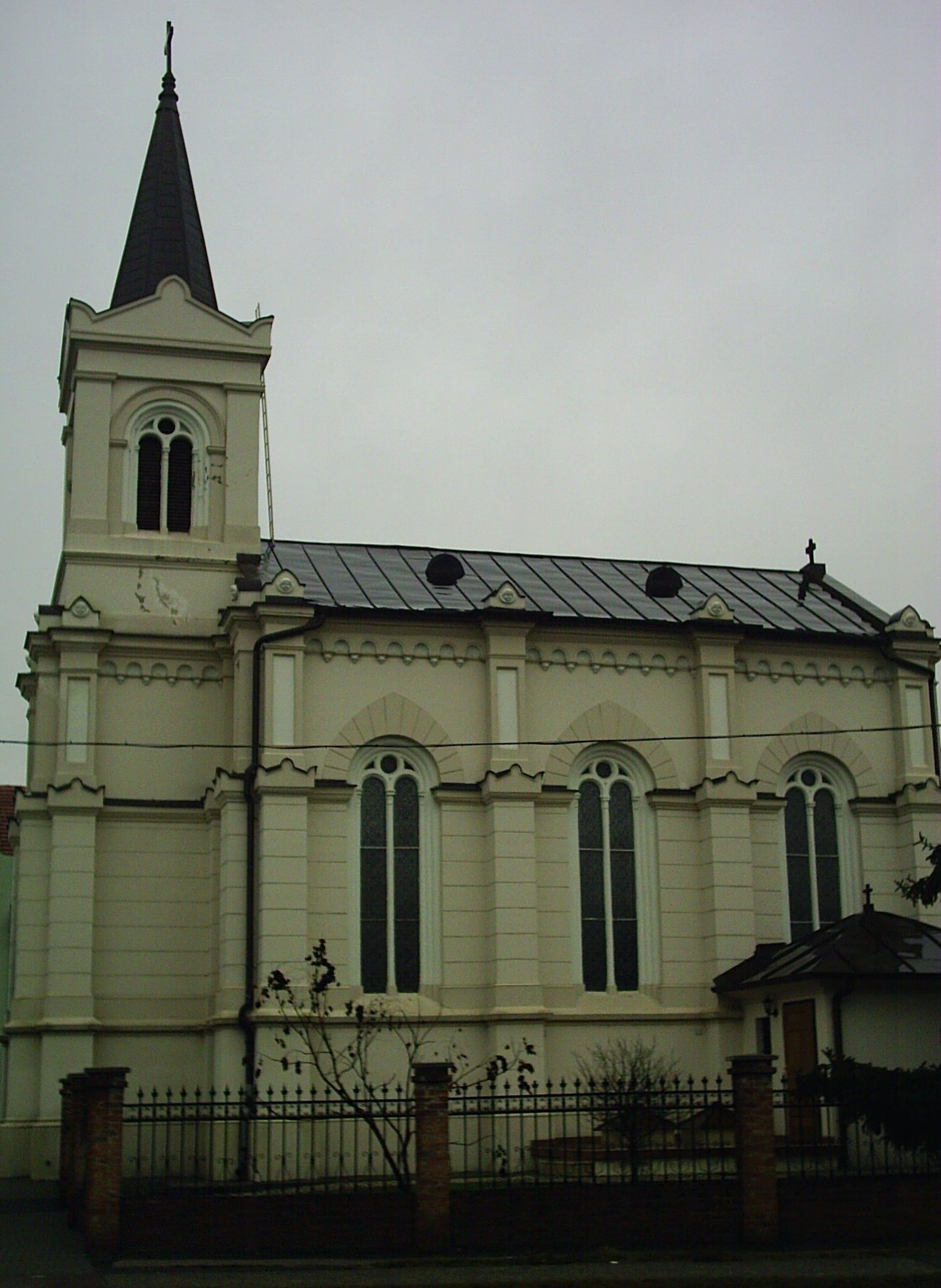
Kalmár-kápolna, Kiskunfélegyháza